# Guitín
Guitín (en hebreu: גיטין) és un tractat de l'ordre de Naixim de la Mixnà i el Talmud. La paraula guet (en hebreu: גט) és una paraula del acadi i generalment es refereix a un document escrit.
El contingut del tractat parla essencialment sobre les disposicions legals relatives al document del divorci. Les següents qüestions es tracten detalladament. El tractat conté una sèrie d'altres disposicions socials que només estan vagament relacionades amb el tema actual del tractat, però que ofereixen nombroses referències històriques relacionades amb l'època de l'aixecament jueu. Les possibles raons per dur a terme un divorci només s'expliquen al llarg del darrer capítol. L'escola de Xammai tenia la regla que els esposos no havien de divorciar-se, mentre que l'escola de Hilel acceptava la possibilitat d'un divorci. Altres relats i històries, es poden trobar a la Tosefta, així com a la Guemarà de la Terra d'Israel (Eretz Israel ), i al Talmud de Babilònia.